# Tosha Tsang
Tosha Tsang,  nekdanja kanadska veslačica, * 17. oktober 1970, Saskatoon.
S kanadskim osmercem je na Poletnih olimpijskih igrah 1996 v Atlanti osvojila srebrno medaljo.